# Adam Szentpétery
Adam Szentpétery (* 24. února 1956, Rožňava) je slovenský akademický malíř a učitel.

## Životopis
V letech 1971–1975 studoval na Střední škole uměleckého průmyslu v Košicích, v letech 1976–1982 vystudoval Vysokou školu výtvarných umění v Bratislavě (oddělení monumentální malby – doc. Dezider Castiglione, doc. Ivan Vychlopen). Od roku 1999, vede Ateliéru současného obrazu na Fakultě umění Technické univerzity v Košicích (od roku 2004 – docent). V roce 2007 se stal laureátem státní ceny "Mihálye Munkácsyho", Budapešť.
Žije a tvoří v Rožňavě a Košicích. Je ženatý, otec dvou detí.

### Tvorba
"U charakteristiky tvorby významného slovenského malíře Adama Szentpéteryho je nutné hned na počátku zdůraznit skutečnost, že budeme komunikovat ve vizuálním jazyku geometrie s výrazným malířským kódováním. Geometrie v průběhu 80. let 20. století se stává pro něj základní mateřskou deskou, na kterou umisťuje jednotlivé malířské výstupy a spojení. Linie, barva a plocha jsou základními stavebními kameny jeho obrazové soustavy. Přestože v průběhu desetiletí Szentpétery vybudoval na poli geometrické abstrakce nosný monolitní malířský program, který tvoří ojedinělý příspěvek do současného výtvarného jazyka u nás, přece jen zůstává solitérním zjevem v domácím prostředí ..." – Vladimír Beskid

### Výstavy
Od roku 1984 Szentpétery publikoval své práce na mnoha samostatných (21) a kolektivních výstav (142) především v zemích dnešní Evropské unie, ale některé jeho práce byly vystavovány také v Japonsku, Tchaj-wanu nebo v Korejské republice.

### Zastoupení ve sbírkách (výběr)
- Východoslovenská galerie, Košice (Slovensko)
- Danubiana Meulensteen Art Museum, Bratislava (Slovensko)
- Východní slovenské muzeum, Košice (Slovensko)
- Galerie Jána KOniarka TRNAVA (Slovensko)
- Hornické muzeum, Rožňava (Slovensko)
- Sbírka AVS, Praha (Česko)
- Městská galerie, Cottbus (Německo)
- Miskolci Galerie, Miskolc (Maďarsko)
- Kortárs Magyar Galerii, Dunajská Streda (Slovensko)
- Oravské galerie, Dolný Kubín (Slovensko)
- Gyergyószárhegyi Enterprise Alkotóközpont – Lăzarea (Rumunsko)
- Beratzhausener Sammlung, Beratzhausen (Německo)
- Adam Gallery Archivováno 20. 3. 2019 na Wayback Machine., Brno (Česko)
- také v soukromých sbírkách